# Annunciazione con san Giuliano
L'Annunciazione con san Giuliano è un dipinto, tempera su tavola (73x48 cm) di Filippo Lippi e aiuti, databile al 1455 circa e conservato nel Museo civico di Prato.

## Storia
L'opera venne probabilmente commissionata da uno "spedale" pratese quando il pittore si trovava in città (1452-1466), essendo asn Giuliano l'ospitaliere il patrono degli "Spedalinghi".
Nel 1455 Lippi abitava a pigione in un'abitazione "al Canto delle Tre Gore" dello Spedale della Misericordia e non si può escludere che la tavoletta devozionale sia stata ceduta come pagamento.

## Descrizione e stile
L'opera è rettangolare, ma il doppio arco sullo sfondo ricorda la tradizionale bipartizione dei dittici, testimoniando una fase di confine tra l'iconografia medievale e quella moderna. Le figure sono rialzate su un gradino che amplifica l'effetto spaziale, in una stanza scorciata prospetticamente a grand'angolo, come è tipico di questa fase dell'artista, influenzata dalle opere fiamminghe.
L'angelo si trova inginochiato a sinistra, davanti al san Giuliano riconoscibile dal coltello, mentre Maria è a destra e guarda in alto verso la colomba dello Spirito Santo.
Dell'opera esiste un'altra versione quasi identica attribuita a Fra Diamante e conservata nel Museo del Petit Palais di Avignone, oltre a una replica più tarda nel Museo dell'Opera del Duomo di Prato, eseguito da un artista locale.